# Association française des banques
 (mars 2022).
Pour les articles homonymes, voir AFB.
L’Association française des banques (AFB) est l’organisme professionnel des banques commerciales et du Groupe Banque populaire dans le domaine social (convention collective de la banque de janvier 2000).

## L'AFB et la FBF
La Fédération bancaire française assure l’ensemble des missions d’organisme professionnel : relations extérieures, étude et analyse des questions bancaires… pour tous les réseaux bancaires.
L’AFB assure une mission de syndicat patronal, sur le champ de la convention collective de la banque de janvier 2000, pour les banques dites commerciales et le Groupe Banque Populaire. Elle est l’acteur patronal du dialogue social et de la négociation avec les organisations syndicales (convention collective, salaires, emploi, formation professionnelle, …).
En tant que personne morale fondatrice, l’AFB est membre de la Fédération bancaire française (FBF) et conserve un rôle complémentaire à celle-ci : elle assure la liaison entre les différentes catégories de banques et recueille leurs avis pour préparer les décisions du Comité exécutif de la FBF dans les domaines bancaire et financier.

## Activité de lobbying en France
Pour l'année 2017, l'AFB déclare à la Haute Autorité pour la transparence de la vie publique exercer des activités de lobbying en France, mais n'a cependant pas déclaré, comme elle était légalement tenue de le faire avant le 30 avril 2018, l'ensemble de ses activités et les dépenses engagées.